# هیپرتروفی پستان
هیپرتروفی پستان، مکرومستیا، پرسازی پستان یا در اصطلاح عام بزرگ‌شدن پستان نوعی از اختلالات نادر بافت پیوندی است. این بیماری با بزرگ‌شدن پستان بیش از ۶۰۰ گرم (۲۱ اونس) و ایجاد ناراحتی و کشش پوست منجر به زخم جای‌گذاشت می‌شود. هیپرتروفی پستان برای اولین بار در نشریه‌های علمی در سال ۱۶۴۷ شرح داده شد. شرایط بیماری می‌تواند با افزایش حساسیت به ماده هورمون پرولاکتین، استروژن و پروژسترون یا حضور غیرمنتظره‌ای از کمیت بالایی از این هورمون در جریان خون زن ایجاد شود. مطالعات واکنش غیرطبیعی بافت پستان به عوامل هورمونی را نشان می‌دهند. در موارد شدید، یک پستان از زنان مبتلا به این اختلال می‌تواند بیش از ۲۰ پوند (۹.۱ کیلوگرم) وزن داشته باشد. بزرگترین وزن ثبت شده ۶۷ پوند (۳۰ کیلوگرم) به ازای هر پستان بود. این بیماری اغلب با حاملگی مرتبط است و تخمین زده می‌شود که از ۲۸،۰۰۰ تا ۱۰۰،۰۰۰ هزار حاملگی، یک نفر به آن مبتلا شود.

## برابرهای انگلیسی
1. ↑  Hypertrophy of Breast a.k.a Gigantomastia
2. ↑  Macromastia